# Nexhip Draga
Nexhip Draga, född 1867, död 1921, var en kosovoalbansk politiker.
Nexhip Draga kom från en inflytelserik familj. Han gick tidigt med i den ungturkiska rörelsen med fosterlandsvännen Bajram Curri. I det osmanska valet valdes han till ledamot i det turkiska parliamentet. Nexhip Draga spelade en viktig roll i det politiska livet men visade alltmer avstånd från ungturkarna. Han mötte Hasan Prishtina i maj 1912 i syfte att organisera och genomdriva en statskupp mot den ungturkiska regimen. Vid utbrottet av Balkankriget försökte både Nexhip Draga och Hasan Prishtina övertala stormakterna för den albanska territoriella frågan. Nexhip Draga insjuknades snart och vistades en tid omkring år 1918-19 vid ett sanatorium i Wien i Österrike. Efter tillfrisknandet återvände han till Kosovo och blev ledare för partiet Xhemijet åren 1919-1921.